# ʻAiga
ʻAiga (samoanisch: „Familie“) ist ein Begriff der Samoanischen Sprache und bezeichnet das Beziehungsgeflecht der Familie. ʻAiga besteht aus einem erweiterten Familienkreis aus Blutsverwandten, Heirats- oder Adoptionsverwandten, die alle den Matai (das Familienoberhaupt) anerkennen. Ein solcher Matai ist eine Person mit Titel, entweder ein Häuptling (aliʻi) oder ein Redner (tulafale oder failauga), dessen besondere Aufgabe die Führung und Fürsorge der ihm unterstehenden Familie ist und der im Gegenzug für seine Führung Anspruch auf die Dienste und die Mitarbeit aller Mitglieder seiner Familie hat. Nach samoanischem Brauch kann eine Verwandtschaft sowohl über weibliche als auch über männliche Vorfahren geltend gemacht werden. Samoaner können mehreren Familien oder verschiedenen ʻAiga angehören, da eine Frau, die in eine andere Familie einheiratet, allen ihren Nachkommen die Mitgliedschaft in ihrer eigenen Familie überträgt.
Matai kann männlich oder weiblich sein und wird im Konsens der ʻaiga ausgewählt und erhält den jeweiligen Matai-Titel der jeweiligen Familie. Alle Mitglieder einer solchen Familiengruppe müssen nicht unbedingt unter einem Dach oder im selben Dorf leben, sondern treffen sich bei Bedarf, in der Regel in der Residenz des Matai, um Familienangelegenheiten oder Ereignisse, die die Interessen der Familie betreffen, zu besprechen oder die Pflichten im Zusammenhang mit Todesfällen oder Hochzeiten zu erfüllen. Es ist die Aufgabe des Matai, sich um das Familienland zu kümmern und es den Familienmitgliedern als Gegenleistung für die ihm als Familienoberhaupt geleisteten Dienste zur Nutzung zuzuteilen.
Alle äußeren Äußerungen des Respekts und der Wertschätzung, die dem ʻaiga sowohl im Dorf als auch im Bezirk oder ganz Samoa entgegengebracht werden, gelten den Matai. Sie sind die Hüter des guten Namens der Familie und die Quelle aller zeremoniellen Anerkennung des Familienstatus. Matai sind auch für die Wahrung der Würde der Familie und die angemessene Erfüllung ihrer sozialen Pflichten verantwortlich. Wird einem Matai bei irgendeiner Gelegenheit der gebührende Respekt nicht entgegengebracht, wird dies als Beleidigung der Familie selbst empfunden. Entspricht das Verhalten des Matai hingegen nicht den Erwartungen, wird der Unmut der Gemeinschaft und die damit verbundene Scham von der Familie geteilt.
Ein weiterer Aspekt der Familienorganisation, der im samoanischen Brauchtum von großer Bedeutung ist, betrifft die männlichen und weiblichen Abstammungslinien einer Familie. Eine eingehende Betrachtung des Zusammenspiels von Rechten und Pflichten in zwei solchen Abstammungslinien eröffnet das weitreichende Feld der Beziehungen, die als Feagaiga bekannt sind. Die respektvollen und traditionellen Beziehungen, die durch die Feagaiga entstehen, durchdringen die gesamte samoanische Gesellschaft und müssen bei der Wahl eines neuen Matai und bei anderen wichtigen Anlässen, wie Hochzeiten und Todesfällen, stets berücksichtigt werden.